# 马其顿学
马其顿学是一门研究马其顿语的学问。而研究马其顿语的人被称作马其顿学家（马其顿语：Македонист）。

## 知名的马其顿学家
- 达利博尔·布罗佐维奇（英语：Dalibor Brozović）
- 彼得·德拉加诺夫（英语：Petar Draganov）
- 维克托·弗里德曼（英语：Victor Friedman）
- 克里斯蒂娜·克拉默（英语：Christina Kramer）
- 霍雷斯·格雷·兰特（英语：Horace Lunt）
- 克尔斯特·佩特科夫·米西尔科夫（英语：Krste Petkov Misirkov）